# Mariângela Estelita Barros
Mariângela Estelita Barros (Goiânia, 23 de outubro de 1970) é uma professora e linguista brasileira.

## História
Estelita nasceu em 23 de outubro de 1970, na cidade de Goiânia, em Goiás, onde cresceu e se formou. Na capital goiana, estudou inglês, francês, espanhol, italiano, esperanto, alemão, japonês e língua brasileira de sinais, se graduou em Letras: Português-Inglês pela Universidade Federal de Goiás e realizou o mestrado em Linguística pela mesma instituição. Lecionou em escolas de línguas e em instituições de ensino superior, como a Universidade Católica de Goiás, a Faculdade Cambury e a Universidade Salgado de Oliveira.
Em 2005, mudou-se para Florianópolis, em Santa Catarina, para a realização do doutorado. Atualmente, é professora da Faculdade de Letras da Universidade Federal de Goiás (UFG), onde ministra Introdução à Escrita de Sinais e Escrita de Sinais como disciplinas do curso de Letras e é diretora do Laboratório de Leitura e Escrita em Língua de Sinais (LALELIS).

## ELiS
Durante seu mestrado, em 1998, Estelita começou a desenvolver um sistema de escrita das línguas de sinais: a Escrita das Línguas de Sinais, mais conhecida como ELiS. Esse sistema se expandiu, principalmente após sua tese de doutorado, pela comunidade surda e é um dos mais reconhecidos ao lado do SignWriting e da notação Stokoe, este com estrutura similar à ELiS. A princípio, a linguista desenhava símbolos em correspondência com a descrição de algum sinal, mas logo esse processo foi se ampliando e o desenvolvimento do sistema se consolidou em seu mestrado.
De base alfabética e linear, a ELiS é um sistema de escrita construído pelos grupos visólogicos que formam os gestos: os parâmetros das línguas de sinais, de acordo com a singularidade linguística e os níveis gramaticais que os compõem. É uma tentativa de registro de uma língua ágrafa — até então, sem qualquer escrita convencional e universal —, assim como uma escrita que se associa com o sinalizado, por meio dos visografemas (correspondente à letra no alfabeto romano).
| “ | A ELiS é capaz de representar aspectos essenciais dos sinais, suficientes para a compreensão por escrito dos mesmos por um leitor distante, ou seja, pessoas que conhecem as convenções do sistema ELiS são capazes de se comunicar por escrito em língua de sinais [...] passou a ser um sistema de escrita real, com usuários reais, e ganhou vida própria, sustentada por seus novos criadores, os surdos. Os surdos, ao começar a usá-la, estão se apropriando desta estrutura, aplicando-a em inúmeras e imprevisíveis finalidades, enfim, estão fazendo desta árvore seca, uma frondosa e frutífera planta. | ” |
|   | — Estelita, Mariângela. |   |